# Pisa (likeur)
Pisa is een notenlikeur uit Toscane (Italië).
De likeur heeft een bruine kleur, wordt gebotteld in een vierkante bruine glazen fles met schuine voet en bevat ongeveer 24% alcohol. Hij wordt gemaakt met behulp van lokaal geteelde pistachezaden, amandelpitten en hazelnoten en gedestilleerd met suiker. De smaak wordt met lokale kruiden verder verfijnd. zodat een likeur ontstaat met een zachte nootachtig houtachtige smaak en geur. De likeur wordt gedronken als aperitief, met of zonder ijsblokjes en kan ook aan koffie worden toegevoegd. Het bedrijf brengt ook een met room aangelengde versie onder de merknaam Pise Cream Liqueur op de markt.